# Јован Живковић Лута
 Јован Живковић Лута (Београд, 1. новембар 1912—Београд, 11. април 1990) био је југословенски и српски фудбалер.

## Каријера
Каријеру је почео у подмлатку БСК Београда, а након тога једну сезону, од 1929. до 1930. године играо је за СК Југославија, за коју је одиграо 23 званичне утакмице. У периоду од 1930. до 1936. године играо је за БСК Београд, а након тога поново за СК Југославија (1936—1937). Након одласка из СК Југославија играо је за нижеразредне београдске клубове, а каријеру завршио у Обилићу, 1942. године.
За градску селекцију Београда играо је на 4 утакмице, а 1 за репрезентацију Југославије, 15. јуна 1930. године против селекције Бугарске у Софији. Играо је само у првом полувремену, а на терену га је заменио Славко Милошевић.
Живковић је био нижег раста, играо је на месту полутке и левог крила. Упамћен је као добар техничар и дриблер.